# Peter Bierl

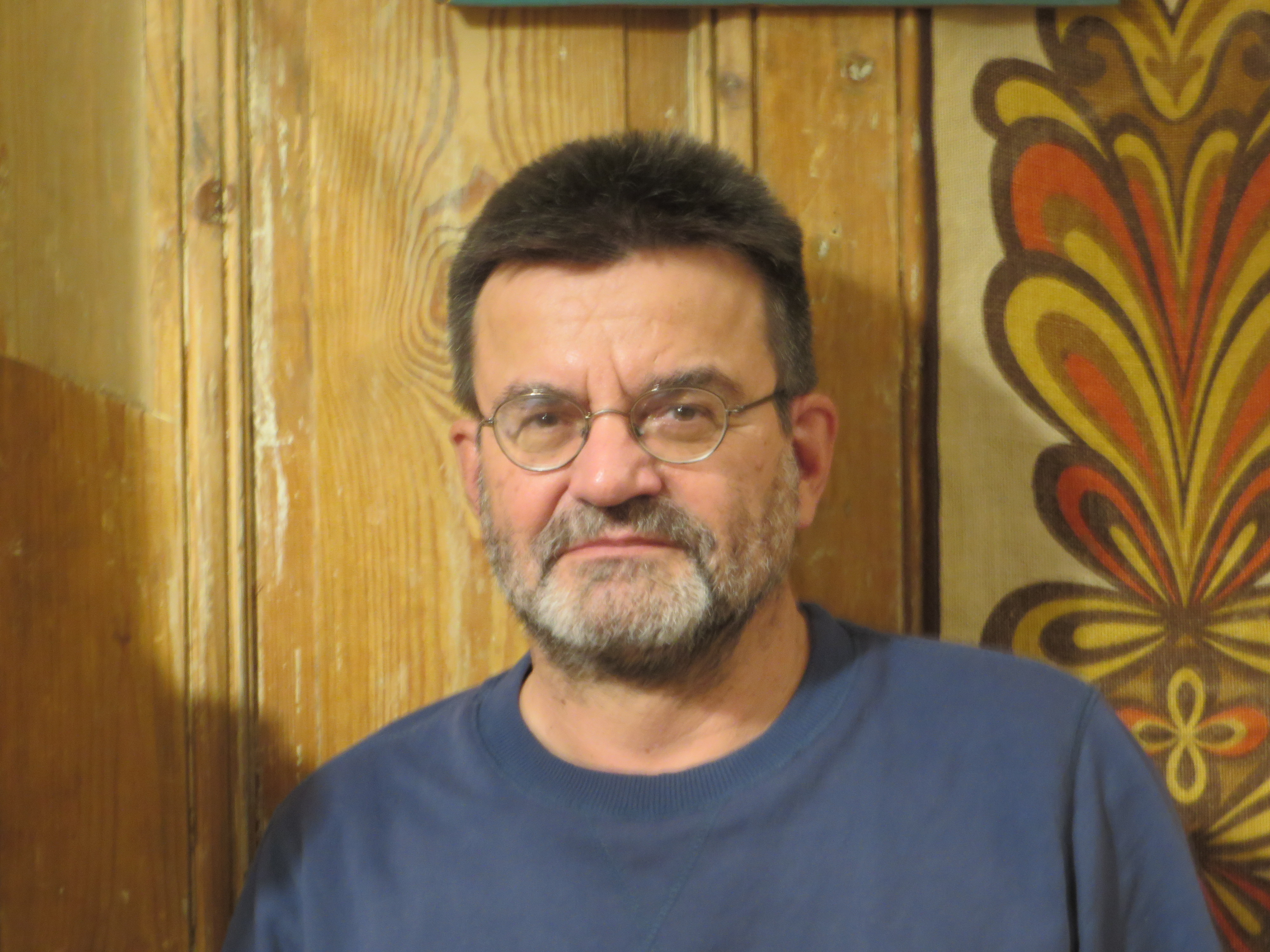
Peter Bierl (2021)

Peter Bierl (* 1963) ist ein deutscher Journalist und Buchautor.

## Leben
Peter Bierl studierte Politikwissenschaft, Soziologie und Psychologie an der Ludwig-Maximilians-Universität München. Er veröffentlichte einige Bücher und Aufsätze über Rosa Luxemburg und zu den Themen Nationalsozialismus sowie Anthroposophie, Esoterik und Umweltbewegung.
In den 1990er Jahren war Bierl Mitglied der Ökologischen Linken, trat aber wieder aus. In dieser Zeit war er Redaktionsmitglied der Verbandszeitung ÖkoLinX.
Bierl lebt im Großraum München und arbeitet als Journalist für verschiedene Zeitungen, unter anderem für Die Tageszeitung, Jungle World und die Süddeutsche Zeitung.

## Rezeption

### Das Buch „Wurzelrassen, Erzengel und Volksgeister“
Das 1999 veröffentlichte Buch befasste sich mit der Anthroposophie Rudolf Steiners und der Waldorfpädagogik. Laut der Kulturwissenschaftlerin Jana Husmann trug das Buch dazu bei, die Frage nach Rassismus bei Rudolf Steiner erneut in die Öffentlichkeit zu tragen. Die polemischen Auseinandersetzungen um „Ökofaschismus“ waren Anfang der 1990er von Jutta Ditfurth angestoßen worden und waren in einer Debatte um Esoterik und Faschismus eingebunden. Prinzipiell habe Bierl im Werk Steiners rassistische, antijudaistische und antisemitische Aussagen nachweisen können. Allerdings habe Bierl keine nähere kritisch-systematische Auseinandersetzung geliefert. Die wurde später, so Jana Husmann, vom Religionswissenschaftler Georg Otto Schmidt und dem Historiker Helmut Zander wissenschaftlich präzisiert.
Scharfe Zurückweisung erhielt das Buch aus dem anthroposophischen Spektrum, wo Bierl durchgehend negativ rezipiert wurde. Im Zusammenhang mit Bierls Buch allerdings beauftragte die Anthroposophische Gesellschaft in den Niederlanden eine Kommission, die Schriften und Vorträge Rudolf Steiners auf rassistisch diskriminierende Äußerungen hin zu durchsuchen.

### Das Buch „Schwundgeld, Freiwirtschaft und Rassenwahn“
Das Buch „Schwundgeld, Freiwirtschaft und Rassenwahn – Kapitalismuskritik von rechts: Der Fall Silvio Gesell“ erschien 2012 und fasst die jahrzehntelange Recherche von Peter Bierl zu Silvio Gesell (1862–1930) zusammen.
Die Diplom-Mathematikerin Alwine Schreiber-Martens kritisierte Bierl in einer Rezension auf der von Werner Onken betreuten Website sozialoekonomie.info mit konstruktiv-kritischer Nähe zur Freiwirtschaftslehre Silvio Gesells: „Insgesamt macht Bierl mit diesem Buch erneut den Versuch, eine nicht-marxistische Analyse des Kapitalismus und dementsprechend andersartige Herangehensweisen zu seiner Überwindung in die braune Ecke abzuschieben. Stattdessen ist eine sachlich-differenzierte Auseinandersetzung erforderlich, die möglicherweise aber nicht wirklich gewollt wird, trotz des am Anfang des Buches geäußerten Anspruchs.“
Der Wirtschaftswissenschaftler Alfred Müller bezog sich positiv auf Bierls Buch: „Es ist angesichts der Ausmerzungs- und Menschenzuchtvorstellungen Gesells und seiner Ansicht, die Menschen ließen sich in Rassen einteilen und stünden untereinander im interrassistischen Auslesewettbewerb, auf die «Frage, ob Gesell Sozialdarwinist, Eugeniker und Rassist war» wie Bierl mit ja zu antworten.“
Bierl hatte in den Jahren zuvor mehrere Aufsätze zu Silvio Gesell veröffentlicht, unter anderem 2004 den Aufsatz Schwundgeld, Menschenzucht und Antisemitismus, der zu einer Kontroverse mit Werner Onken führte, dem Herausgeber des Gesamtwerkes von Silvio Gesell. Diese Kontroverse beschrieb der Soziologe Christian Thiel: Wie „alle ökonomischen Ansätze, die sich allein auf die Zirkulationssphäre beschränken“, werde auch hier der Kapitalismus und die Macht des Geldes implizit mit den Juden personifiziert (Bierl 2004, S. 11; Entgegnung bei Onken 2004). Werner Onken bemerkte dort selbstkritisch, der Einfluss von Darwin auf Gesell stelle „nach [seiner] Ansicht tatsächlich einen wunden Punkt der Bodenrechts- und Geldreformbewegung dar“.

## Veröffentlichungen (Auswahl)
- Rosa Luxemburg: die rote Demokratie (= Podium Progressiv. Band 5). PDS/Linke Liste, Landesverband Rheinland-Pfalz, Mainz 1991, OCLC 28809456.
- Alle Macht den Räten: Rosa Luxemburg: Rätedemokratie und Sozialismus. ISP, Köln 1993, ISBN 3-929008-07-6.
- Wurzelrassen, Erzengel und Volksgeister: die Anthroposophie Rudolf Steiners und die Waldorfpädagogik. Konkret-Literatur, Hamburg 2005, ISBN 3-89458-242-1.
- Schwundgeld, Freiwirtschaft und Rassenwahn: Kapitalismuskritik von rechts: der Fall Silvio Gesell. Hrsg.: Friedrich Burschel. KVV konkret, Hamburg 2012, ISBN 978-3-930786-64-0.
- Grüne Braune: Umwelt-, Tier- und Heimatschutz von rechts (= Unrast transparent, Rechter Rand. Band 5). Unrast, Münster 2014, ISBN 978-3-89771-105-1.
- Einmaleins der Kapitalismuskritik (= Unrast transparent, Soziale Krise. Band 6). Unrast, Münster 2018, ISBN 978-3-89771-144-0.
- Keine Heimat nirgendwo. Eine linke Kritik der „Heimatliebe“. Edition Critic, Berlin 2020, ISBN 978-3-946193-29-6.
- Die Revolution ist großartig. Was Rosa Luxemburg uns heute noch zu sagen hat. Unrast, Münster 2020, ISBN 978-3-89771-293-5.
- Die Legende von den Strippenziehern. Verschwörungsdenken im Zeitalter des Wassermanns. Ein ideologiekritsches Heft. Mit Illustrationen von Katharina Kulenkampff. MaroHeft #4, MaroVerlag, Augsburg 2021, ISBN 978-3-87512-619-8.
- Unmenschlichkeit als Programm. Verbrecher Verlag, Berlin 2022, ISBN 978-3-95732-499-3.
- „Herr Muttererde“: Alwin Seifert, der als Vater der Umweltbewegung gilt, kooperierte mit der SS. In: Wolfgang Proske (Hrsg.): Täter Helfer Trittbrettfahrer. Bd. 16. NS-Belastete aus München. Kugelberg Verlag, Gerstetten 2023, ISBN 978-3-945893-24-1, S. 363–372.